# Paul de Lagarde
Paul Anton de Lagarde (Berlim, 2 de novembro de 1827 — Göttingen, 22 de dezembro de 1891) foi um académico, teólogo e orientalista alemão.
Participou na discussão política do seu tempo, perfilando-se como um ideólogo precursor do Nazismo. Um nacionalista alemão, um violento antissemita, ele desdenhava o capitalismo, o liberalismo, a democracia e a sociedade moderna (ver antimodernismo). Desdenhava também as Igrejas Católica e (sobretudo) as Protestantes, defendendo o ideal de uma nova Igreja nacional alemã, que moldasse os alemães da forma que ele desejava. Um académico excêntrico, inicialmente profundamente religioso e conservador, tornou-se a partir da década de 1850 um crítico do conservadorismo prussiano e das Igrejas protestantes. Foi a partir de então, que por crises pessoais e pela sua observação da evolução da sociedade, que se tornou um pessimista, um profeta da desgraça, mas também do renascimento da Alemanha caso ela seguisse a sua ideologia. "Só uma religião nacional, uma crença germano-cristã, poderia levar ao renascimento da Alemanha. Só a destruição do liberalismo em todas as suas formas, só com a inclusão dos territórios austríacos - uma solução radical por uma grande Alemanha - poderiam garantir a sobrevivência e o crescimento da Alemanha" (Fritz Stern).
Durante a Segunda Guerra Mundial foram usados textos seus para panfletos às tropas e Paul de Lagarde era festejado pelos nazis como um pioneiro.

## Vida
Paul de Lagarde nasceu em Berlim com o nome de Paul Anton Bötticher; em 1854, ele tomou o sobrenome de família materna.
Sua mãe morreu 12 dias após o parto, e tinha apenas 18 anos de idade. Seu pai, Wilhelm Bötticher, entrou então numa depressão, ainda mais pesada com a recordação da morte de uma filha, um ano antes. Em 1831, o pai casa outra vez e teve dois outros filhos, dois meio-irmãos de Paul. Paul em breve se viu como um estranho nesta constelação familiar. A tensão em sua casa era forte em particular na relação com o pai. Nunca houve uma reconciliação entre os dois. Quando este morreu, em 1850, Paul foi ao leito de morte sem qualquer emoção, uma circunstância de que se arrependeria mais tarde.
Citação: "A minha infância foi passada longe das pessoas, sem alegrias, não admira que livros e sonhos tenham tido uma influência mais forte do que eu desejaria a alguém que eu ame"
Um admirador de Schleiermacher, Paul de Lagarde orgulhava-se de contar que em criança se tinha sentado ao colo do teólogo.
Paul lia muito, sobretudo as obras de autores românticos. Leu Karl Lachmann, Achim von Arnim, Barthold Georg Niebuhr e Savigny. O livro "Mitologia Alemã" de Jakob Grimm, deixou-o fascinado.
Por desejo do pai, matriculou-se em Teologia na Universidade de Berlim, numa era em que, após a morte de Hegel e Schleiermacher, esta perdia algum do seu "brilho" de outrora. Nesta Universidade, foi aluno de Ernst Wilhelm Hengstenberg, um amigo do pai. Estudou Teologia, Filosofia e Línguas Orientais em Berlim e Halle. Foi aluno em Arábico e Persa do poeta e filólogo Friedrich Rückert.
Em 1848, com a revolução frustrada do liberalismo alemão, Paul de Lagarde rompe com os conservadores prussos após o caso Waldeck, a que chamou "uma das nódoas mais negras na história da reacção prussa". Ele estava desiludido com os conservadores, com os pietistas que como Hengstenberg, desculpavam esta farsa.
Em 1849, terminou o doutoramento com "multa cum laude". Sua dissertação foi sobre a teoria das cores árabe.
Apesar de não ter dinheiro suficiente, conseguiu com a ajuda de Hengstenberg uma bolsa que lhe permitiu continuar seus estudos, por mais dois anos, para a habilitação em Halle.
Em 1852, graças à intervenção do barão (Freiherr) von Bunsen, conseguiu uma bolsa de Friedrich Wilhelm IV para ir a Londres, onde se planeava a reconstrução do Novo Testamento com base em textos orientais. Aprendeu ali novas línguas, como assírio e copta.
Em 1854, tornou-se professor de uma escola secundária em Berlim, continuando porém os seus estudos bíblicos. Neste mesmo ano casou com Anna Berger. Alguns meses depois, decidiu mudar o nome para de Lagarde, em honra da sua tia-avó do lado materno, Ernestine de Lagarde, que tinha financiado as suas primeiras viagens e o seu casamento. Este passo significava para ele também uma ruptura com a memória do pai e a amargas relação com ele. Numa das cartas à sua noiva escreveu: "É uma absoluta necessidade para mim romper com o passado".
Este passo acabou por ter uma outra consequência, financeira. Quando morreu, poucos anos depois, Ernestine de Lagarde deixou-lhe uma parte considerável da herança.
Editou estudos sobre a Didascalia apostolorum syriace (1854) e outros textos siríacos que estavam depositados no Museu Britânico e em Paris. Em 1866 recebeu 3 anos subsidiados para coleccionar novos materiais e em 1869 sucedeu a Heinrich Ewald como professor de línguas orientais em Göttingen.
Tal como Ewald, Lagarde trabalhava em vários assuntos e línguas, mas mantinha-se fiel ao seu principal objectivo, a interpretação da Bíblia. Editou a tradução para aramaico (conhecida como Targum dos Profetas de acordo com o Codex Reuchlinianus preservado em Karlsruhe, Prophetae chaldaice (1872), a Hagiographa chaldaice (1874), uma tradução arábica dos evangelhos, "Die vier Evangelien, arabisch aus der Wiener Handschrift herausgegeben" (1864), uma tradução do siríaco do Antigo Testamento Apocrypha, Libri V. T. apocryphi syriace (1865), uma tradução do Cóptico do Pentateuco, "Der Pentateuch koptisch" (1867), e parte do texto lucianico da Septuaginta, que ele reconstruiu a partir de manuscritos de quase metade do antigo testamento. Lagarde foi um dos estudiosos alemães da Septuaginta mais conhecidos do seu tempo.
Ele interessou-se também pelos estudos do Oriente, publicando "Zur Urgeschichte der Armenier" (1854) e "Armenische Studien" (1877). Foi um estudante de Persa, publicando "Isaias persice" (1883) e "Persische Studien" (1884). Aos seus estudos de cóptico seguiu-se "Aegyptiaca" (1883), tendo publicado de seguida contribuições menores para o estudo de línguas orientais em "Gesammelte Abhandlungen" (1866), "Symmicta" (1. 1877, ii. 1880), "Semitica" (i. 1878, ii. 1879), "Orient alia" (1879-1880) e "Mittheilungen" (1884). Menção ainda para "Onomastica sacra" (1870; 2nd ed., 1887).
Em 1878, publicou "Deutsche Schriften", uma colecção de textos dos últimos 25 anos. Em 1881, publicou um segundo volume.
Deutsche Schriften é uma crítica à Alemanha moderna, o enfraquecer da religião, a aparente falta de coesão e o aberto conflito de interesses, a suposta corrupção dos costumes. Neste livro, pleno de sentimento nacionalista ele profetizava a desgraça presente e anunciava um novo caminho.
Algumas passagens do livro: "A nação aborrece-se; por isso os indivíduos acabam com a sua consciência a fumar, ler, ir ao teatro, ir à tasca, bebida e piada, que não conseguem, nulidades que são, estar sós um tempo que seja"..."Antes partir lenha do que continuar esta  indigna vida educada e civilizada: temos de regressar às fontes, lá acima à serra solitária onde não somos herdeiros mas sim ancestrais".
Morreu em Göttingen, no dia 22 de dezembro de 1891, aos 64 anos.

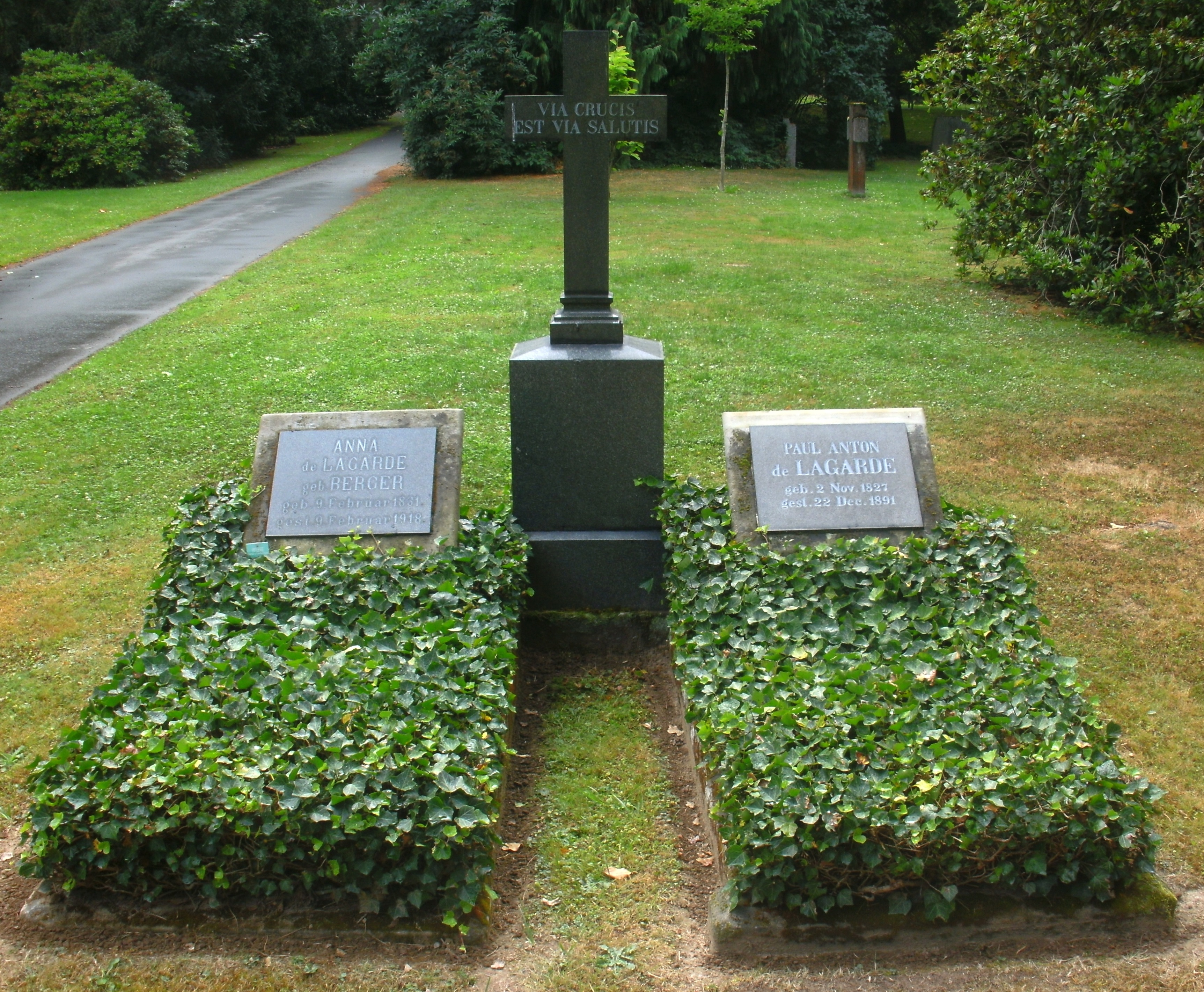
Sepultura de Paul Anton de Lagarde no Cemitério municipal de Göttingen

## Ideias
O antissemitismo de Lagarde foi pioneiro para certos aspectos da ideologia Nacional Socialista, em particular a de Alfred Rosenberg. Ele argumentava que a Alemanha deveria criar uma forma "nacional" de Cristianismo que seria expurgada dos elementos semíticos e insistia que os Judeus eram "pestes e parasitas" e que deveriam ser destruidos "tão rapidamente quanto possível"

### Anticapitalismo e antissemitismo
Lagarde desprezava a nova forma de organização da sociedade moderna, com as relações comerciais desta nova era industrial, que lhe pareciam impessoais e frias em comparação com a harmonia idílica que ele via no passado. O capitalismo era na sua opinião nefasto e por isso defendia a extinção de todos os "parasitas" que o alimentavam. "O ódio de Lagarde à moderna sociedade económica voltava-se sobretudo contra dois culpados: os Judeus e Liberais. Eles eram a seus olhos os autores de uma violenta conspiração contra o coração da Alemanha" (Fritz Stern, Kulturpessimismus als politische Gefahr).